# Gerd Wagner
Gerd Wagner (* 19. Mai 1942 in Wallern, Bayerische Ostmark; † 17. September 1997 in der Nähe von Bugojno, Bosnien und Herzegowina) war ein deutscher Diplomat und galt als Fachmann für nukleare Rüstungskontrolle. Er war als Nachfolger von Michael Steiner für drei Monate Stellvertreter des Hohen Repräsentanten für Bosnien und Herzegowina, des Spaniers Carlos Westendorp, in Sarajevo.
Wagner studierte Englisch und Germanistik an der Ludwig-Maximilians-Universität München und wurde 1973 bei Ernest Schanzer an der Philosophischen Fakultät mit der Dissertation Natursymbol und Naturmythos im modernen englischen Roman zum Dr. phil. promoviert.
Er trat 1971 in den Auswärtigen Dienst ein und war zunächst in Bordeaux, dann von 1971 bis 1977 (Regierungszeit Titos) als Presseattaché in Belgrad und später in der Politischen Abteilung in Beirut tätig. Von 1984 bis 1987 arbeitete er an der Deutschen Botschaft Washington und danach im NATO-Referat in Bonn. 1989 reichte er die Beurlaubung ein und wurde von 1989 bis 1991 außenpolitischer Berater der SPD-Bundestagsfraktion. Im Anschluss war er erneut in Bonn und 1994 wurde er Leiter der Politischen Abteilung in Washington, D. C. Im Oktober 1996 war er Vertreter der Bundesrepublik Deutschland in der Kontaktgruppe für Bosnien.
Im Jahre 1997 kam er – Stellvertreter des Hohen Repräsentanten für Bosnien und Herzegowina – bei einem SFOR-Hubschrauberabsturz in Bosnien als einer von zwölf Menschen (darunter fünf Deutschen) ums Leben. Der ehemals sowjetische Hubschrauber vom Typ MI-8 mit ukrainischer Besatzung, auf dem Weg von Sarajevo nach Bugojno, geriet beim Überfliegen eines Gebirgsmassivs in eine Nebelbank. Einzig die Besatzung überlebte den Unfall, der Aufprall setzte den Zusatztank im Passagierraum in Brand und die Fluchträume konnten nicht genutzt werden. Das Unglück löste eine weltweite, emotional aufgeladene Berichterstattung aus. Die Trauerfeier fand in der katholischen Kirche in Sarajevo u. a. unter Beteiligung des Bundesaußenministers Klaus Kinkel, des NATO-Oberbefehlshabers Wesley Clark und des Kommandierenden Generals der SFOR Eric K. Shinseki statt. 
Zur Erinnerung an die Diplomaten Joseph J. Kruzel, ein Amerikaner, der 1995 verunglückte, und Gerd Wagner begründete die Führungsakademie der Bundeswehr in Hamburg die jährlichen Kruzel-Wagner-Memorial-Lecture.
Eine Straße im Zentrum von Bugojno trägt seinen Namen. 
Wagner, der fließend serbokroatisch sprach, war verheiratet und Vater von drei Kindern.

## Auszeichnung
- 1998: Manfred-Wörner-Medaille (postum)